# Byttneria jaculifolia
Byttneria jaculifolia är en malvaväxtart som beskrevs av Johann Baptist Emanuel Pohl. Byttneria jaculifolia ingår i släktet Byttneria och familjen malvaväxter. Inga underarter finns listade i Catalogue of Life.